# Dorfwaage

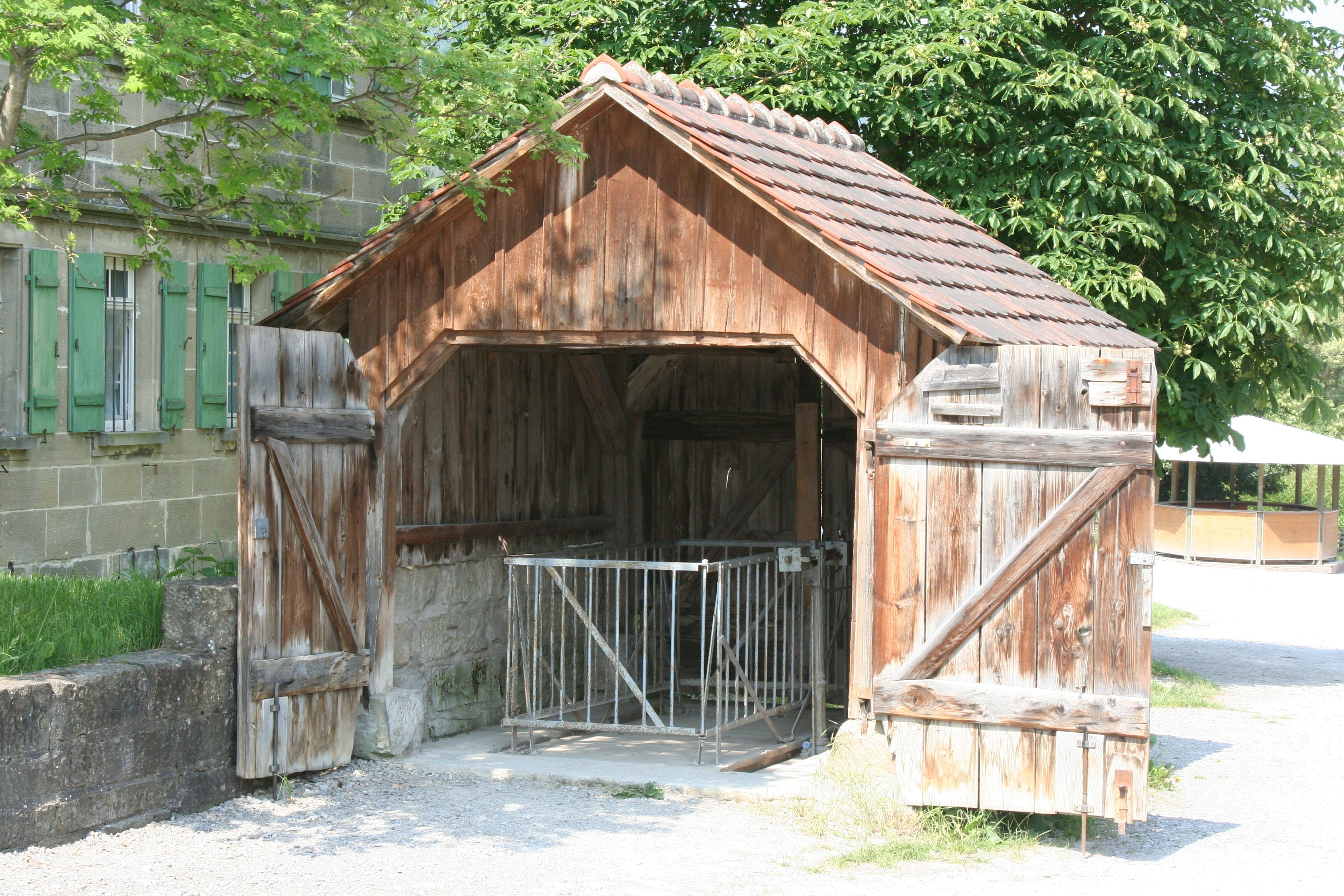
Wackershofen Freilandmuseum Viehwaage Rauhenbretzingen

Eine Dorfwaage oder Gemeindewaage ist eine in der Regel großflächige, befahrbare, oft auch überbaute, öffentliche Waage, deren Zweck darin besteht, Ernteerträge oder allgemein Naturalien zu wiegen. Ihr Wägebereich geht von wenigen Kilogramm bis mehrere Tonnen im niedrigen zweistelligen Bereich.
Teilweise wurde die Dorfwaage durch einen eigens bestellten Wiegemeister betreut. Je nach Anwendung sind Dorfwaagen auch als Viehwaagen oder allgemeiner als Bodenwaagen bekannt. Das schützende Gebäude wird als Wiege- oder Wägehäuschen bezeichnet. Die Wiegeplattform war meist eine Konstruktion aus Holzbohlen auf einer Eisenrahmenkonstruktion, modernere Ausführungen können auch betoniert sein.
Dorfwaagen sind Ende des 20. Jahrhunderts aufgrund zunehmender Zentralisierung in Landwirtschaft und im landwirtschaftlichen Güterverkehr aus dem Ortsbild der Dörfer weitestgehend verschwunden. Wo sie erhalten wurden, dienen sie eher musealen Zwecken.

Galerie von Dorfwaagen
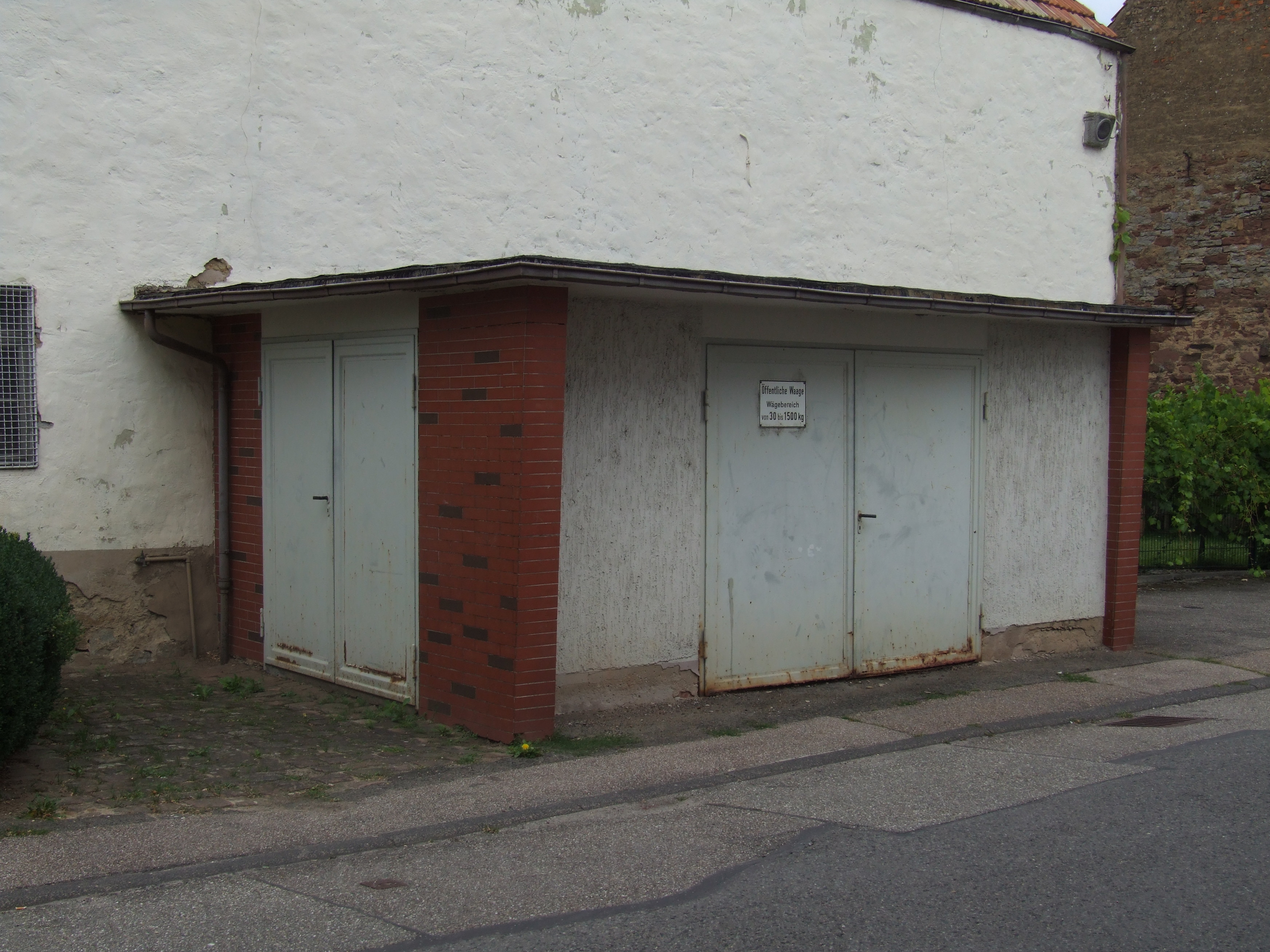
Mittlerweile abgerissene öffentliche Waage in Eschelbronn
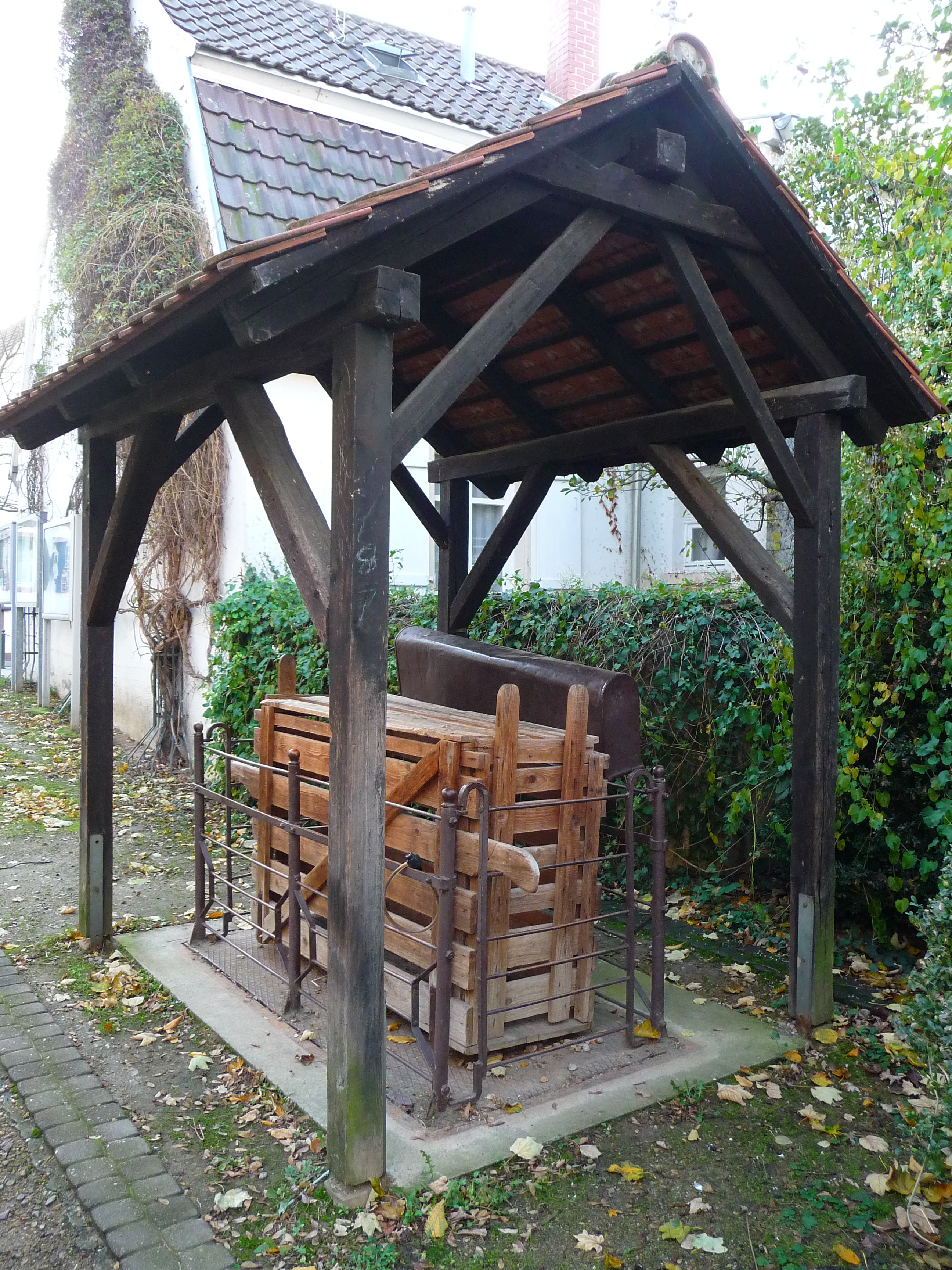
Sauwaage im Heidelberger Stadtteil Rohrbach
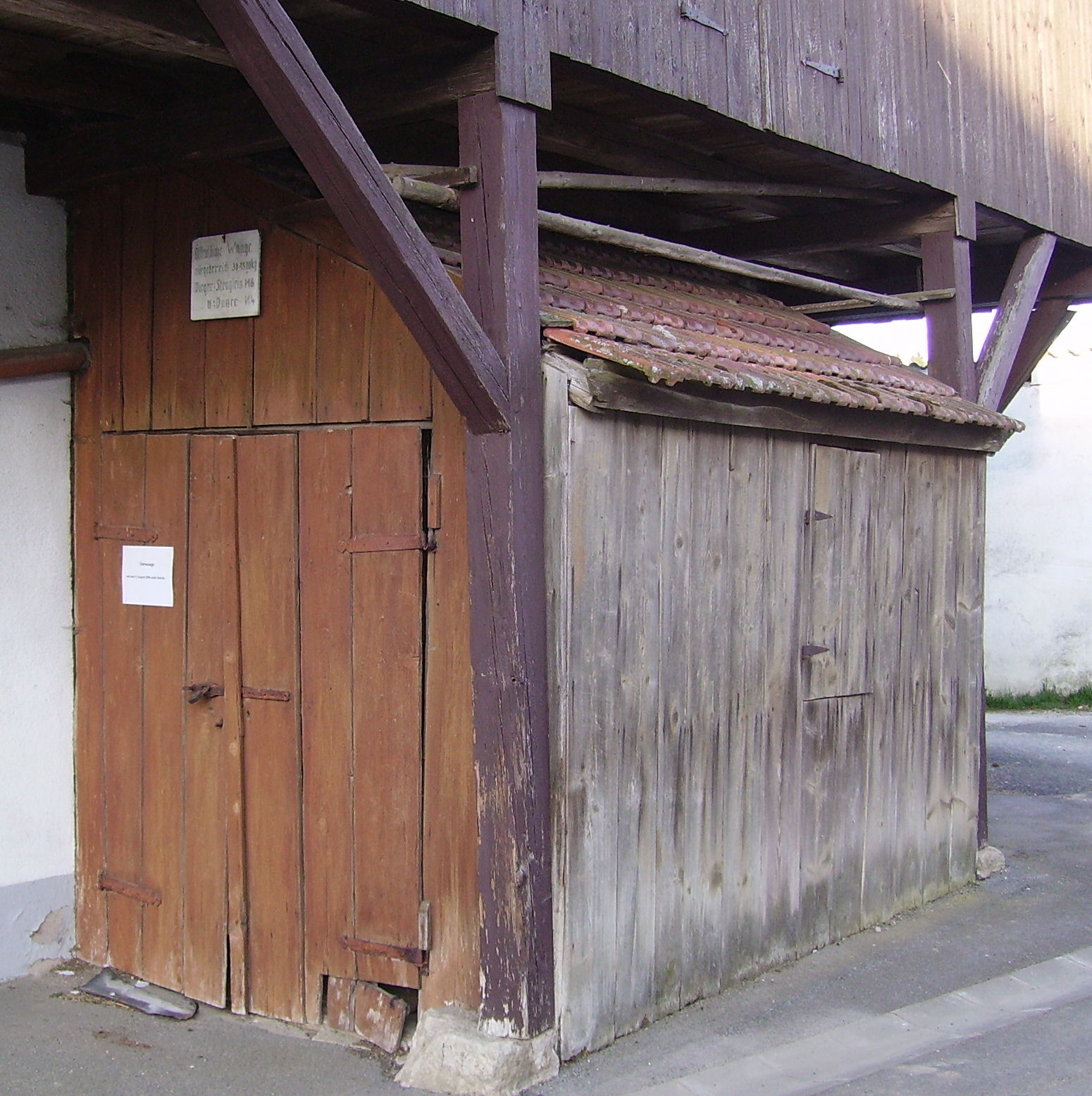
Viehwaage in Kübelstein
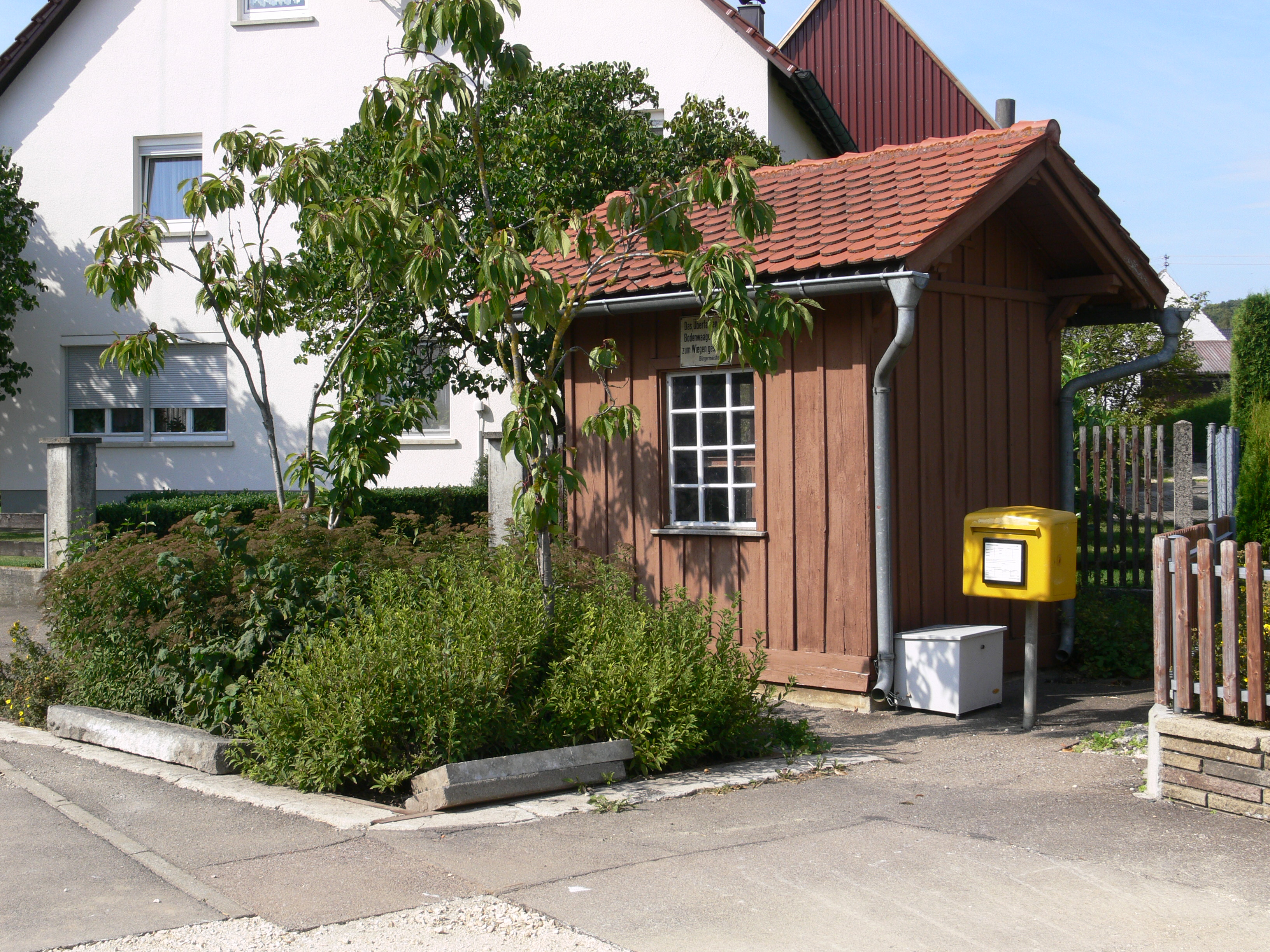
Aufgegebene Bodenwaage in Temmenhausen
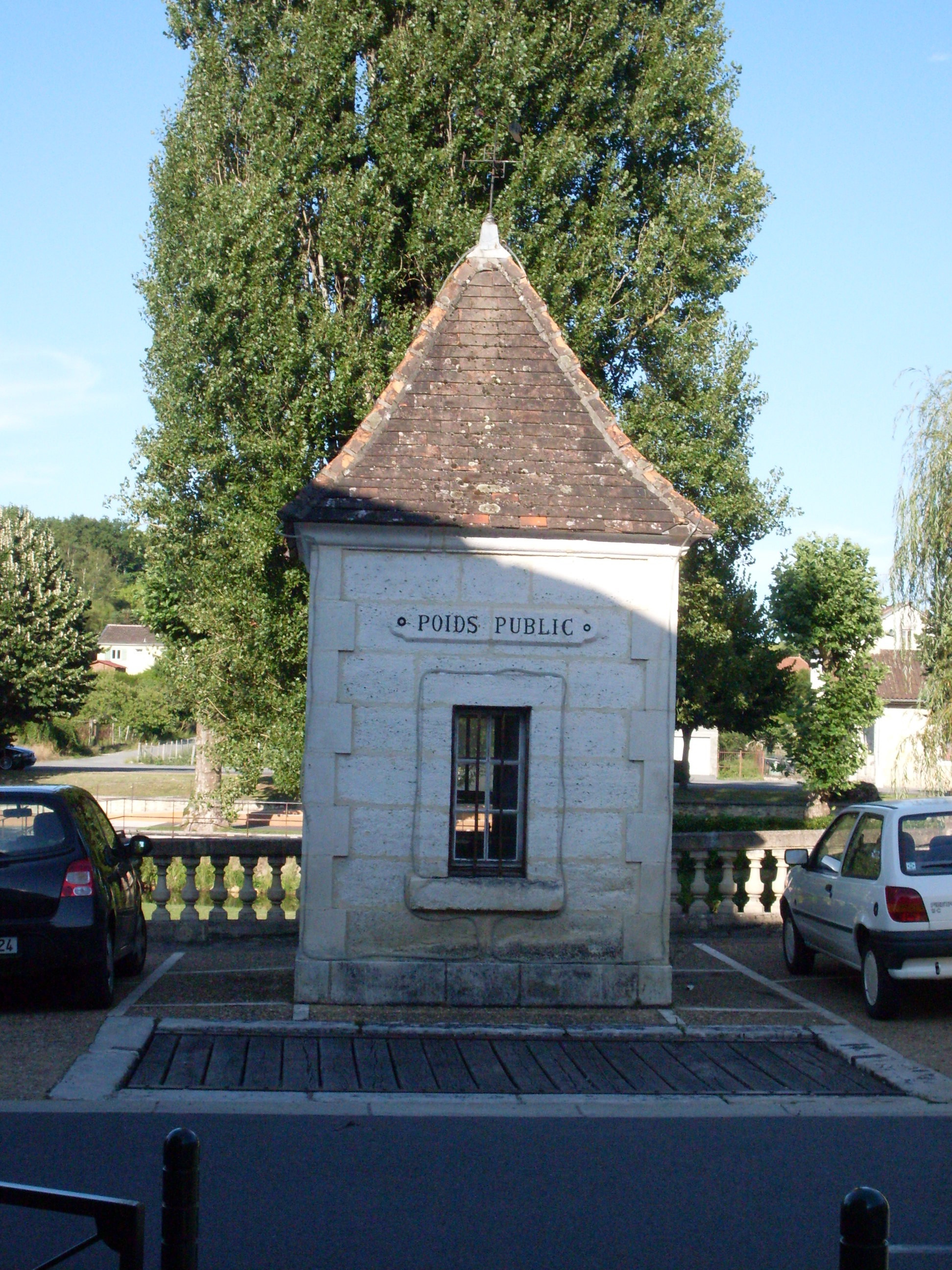
Öffentliche Waage in Saint-Pardoux-la-Rivière
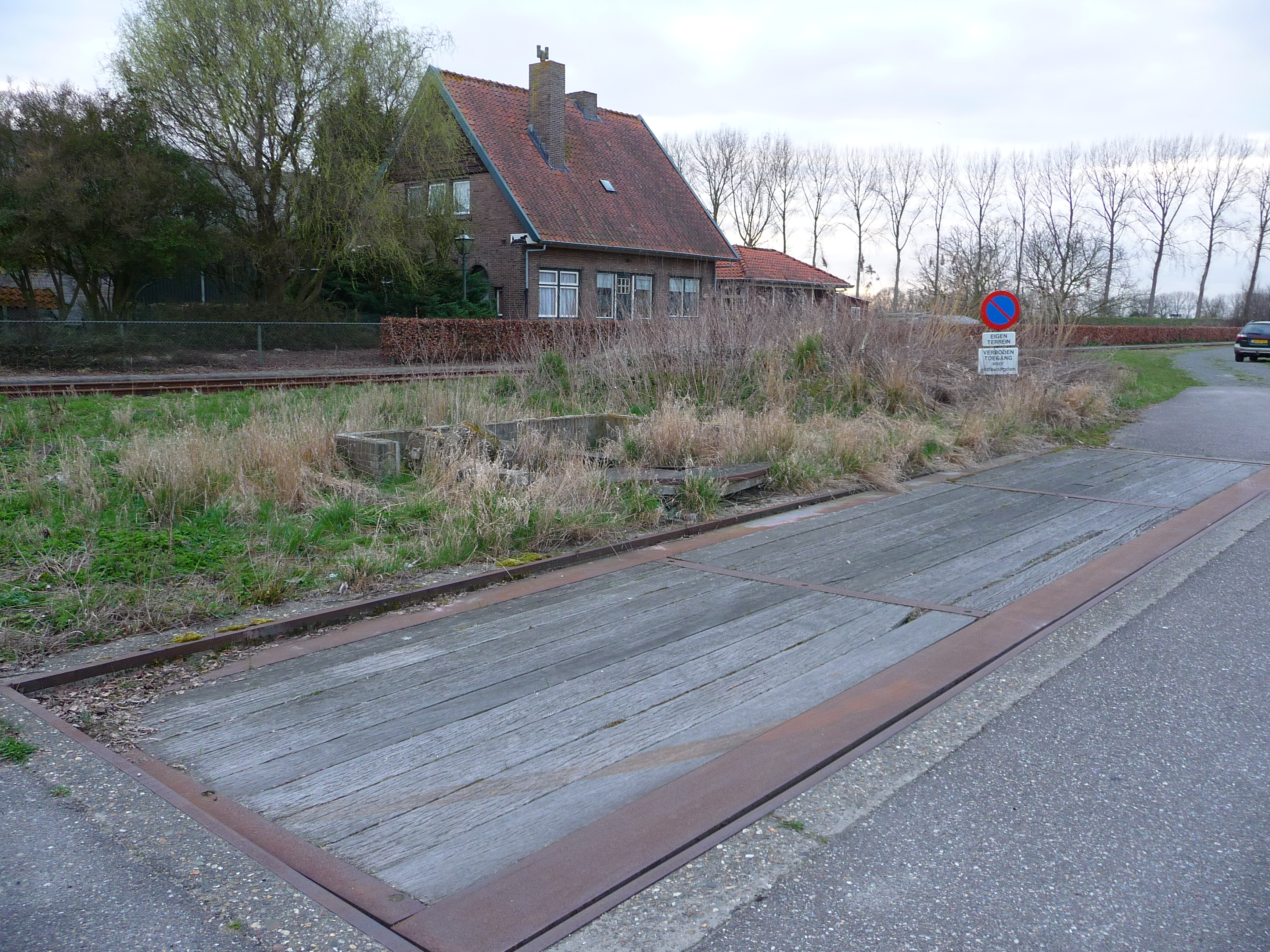
Aufgegebene Brückenwaage von 1927 bei Kwadendamme